# Saint-Micaud
Saint-Micaud is een gemeente in het Franse departement Saône-et-Loire (regio Bourgogne-Franche-Comté) en telt 203 inwoners (1999). De plaats maakt deel uit van het arrondissement Chalon-sur-Saône.

## Geografie
De oppervlakte van Saint-Micaud bedraagt 20,2 km², de bevolkingsdichtheid is 10,0 inwoners per km².
De onderstaande kaart toont de ligging van Saint-Micaud met de belangrijkste infrastructuur en aangrenzende gemeenten.

## Demografie
Onderstaande figuur toont het verloop van het inwonertal (bron: INSEE-tellingen).